# Rue Eugène-Wiet
La rue Eugène-Wiet est une voie de la commune de Reims, située au sein du département de la Marne, en région Grand Est.

## Situation et accès
La rue Eugène-Wiet appartient administrativement au Quartier Barbâtre - Saint-Remi - Verrerie.
Elle commence rue Gambetta et aboutie rue du Barbâtre.
La voie est à sens unique avec un contre-sens cyclable.

## Origine du nom
Elle porte ce nom pour commémorer Eugène Wiet, conseiller municipal de Reims. 

## Historique
Auparavant ruelle du Point-du-Jour, du nom d’une maison à cette enseigne, elle s’est appelée rue de Normandie. La rue a été rebaptisée rue Eugène Wiet en 1903.

## Eugène Wiet
Edmond Eugène Wiet est né à Reims, le 15 mars 1828.
Il épousa Elisabeth Bouquet (1834-1889) avec qui il eut un fils Edmond Wiet.
Il était maître d’une pension de garçons à Reims.
Il céda son pensionnat vers 1864.
Il a été membre fondateur de la Société de la Libre-pensée à Reims.
Il a été Conseiller municipal de Reims en 1882, conseiller d’arrondissement en 1888 et conseiller général en 1890 pour le même troisième canton de Reims. 
Il décède le 16 décembre 1897 à Reims et repose au Cimetière du Sud de Reims.

## Edmond Wiet
Edmond Wiet est né à Reims, le 16 juin 1856.
Il est le fils de Eugène Wiet (1828-1897) et de d’Elisabeth Bouquet (1834-1889).
Il fut médecin et enseigna à l’École de médecine de Reims.
Il fut Conseiller municipal, adjoint au maire de Reims, conseiller général du 3e canton.
Il fut également consul de France au Tonkin, résident-maire de la ville de Haïphong en 1907.
Il est décédé en 1921 à Sillery et repose au Cimetière du Nord de Reims.

## Bâtiments remarquables et lieux de mémoire
- Maison de la vie associative de Reims, ancienne extension de l’Hôpital général.

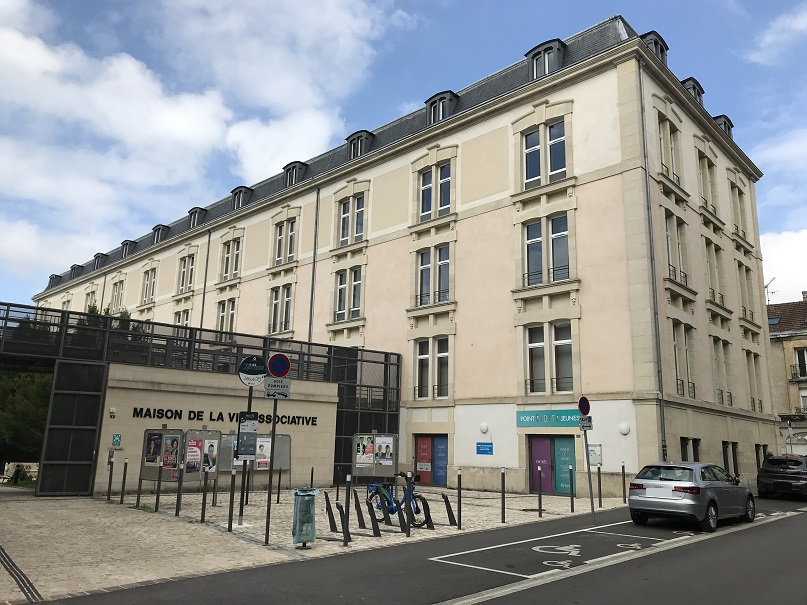
Entrée de la MVA, extension de l’Hôpital général de Reims et une station ZébullO.